# Автошлях Т 1031
Автошлях Т 1032 — автомобільний шлях територіального значення в Київській області. Проходить територією Бориспільського району. Загальна довжина — 54 км.
Проходить крізь населені пункти Мала Каратуль, Ташань, Добраничівка, Ничипорівка.